# نغوين كونغ فونغ
نغوين كونغ فونغ (مواليد 21 يناير 1995) هو لاعب كرة قدم فيتنامي. يلعب مع منتخب فيتنام لكرة القدم منذ عام 2015.

## وصلات خارجية
- نغوين كونغ فونغ على موقع رابطة كرة القدم اليابانية للمحترفين (اليابانية)
- نغوين كونغ فونغ على موقع دوري كوريا الجنوبية (الإنجليزية)
- نغوين كونغ فونغ على موقع قاعدة بيانات كرة القدم.إي يو (الإنجليزية)
- نغوين كونغ فونغ على موقع ناشيونال فوتبول تيمز (الإنجليزية)
- نغوين كونغ فونغ على موقع Soccerway.com (الإنجليزية)
- نغوين كونغ فونغ على موقع عالم كرة القدم.نت (الإنجليزية)

- National Football Teams